# Teuchophorus couturieri
Teuchophorus couturieri är en tvåvingeart som först beskrevs av Grichanov 2000.  Teuchophorus couturieri ingår i släktet Teuchophorus och familjen styltflugor.
Artens utbredningsområde är Elfenbenskusten. Inga underarter finns listade i Catalogue of Life.